# Isles of St Francis Conservation Park
Isles of St Francis Conservation Park är en park i Australien. Den ligger i kommunen Ceduna och delstaten South Australia, omkring 560 kilometer nordväst om delstatshuvudstaden Adelaide.
Trakten är glest befolkad. Det finns inga samhällen i närheten.